# Artur Pastor
 (novembre 2013).
Si vous disposez d'ouvrages ou d'articles de référence ou si vous connaissez des sites web de qualité traitant du thème abordé ici, merci de compléter l'article en donnant les références utiles à sa vérifiabilité et en les liant à la section « Notes et références ».
Artur Pastor (Alter do Chão, 1er mai 1922 — Lisbonne 1999), est un photographe portugais.

## Biographie
Artur Pastor termine le cours de Brevet de Formation Agricole à Évora, en 1942.  Son premier travail de photographie sert à illustrer sa thèse finale. C'est alors qu'il découvre le goût pour la photographie qui le fascinera jusqu'à la fin de ces jours.
A Évora collabore avec de nombreux journaux du sud du pays publiant des articles d'opinion ainsi que de nature littéraire.
Au début des années 1950, il part en mission pour le compte du Ministère de l'Agriculture à Montalegre[réf. souhaitée]. À cette époque, il essaye de créer une association photographique à Braga. En 1953, il part vivre à Lisbonne. Dans cette ville, il devient membre du Foto Clube 6×6.
Il reste au service de l’État pendant presque trente ans comme ingénieur technique agricole. Tout au long de ces années, il a la responsabilité de l’obtention et gestion des 10 000 photos qui constituent la Photothèque de la  Direction Générale des Services Agricoles[réf. nécessaire]. Dans le même temps, il collabore avec d’autres organismes liés à l’agriculture, tels que les Conseils Nationaux de l’Huile d’Olive, du Vin, des Fruits et la Fédération Nationale des Producteurs de Blé, parmi d’autres[réf. nécessaire].
Grâce aux services rendus au Ministère d’Agriculture, on lui accorde la distinction de « Oficial da Ordem de Mérito Agrícola e Industrial » (officier du Mérite agricole et industriel) (« Classe do Mérito Agrícola »)[réf. souhaitée]. Il enregistre des milliers de photographies à la demande de plusieurs organismes officiels ainsi que grandes entreprises, surtout dans le domaine de l’agriculture et du tourisme[réf. nécessaire]. Il collabore, avec des centaines de photographies dans des expositions officiels et foires, aussi bien dans son pays qu’à l’étranger. Il participe à des Salons nationaux et internationaux de photographie. Dans les salons nationaux, il obtient, avec régularité, les premiers prix[réf. nécessaire].

## Expositions
De façon individuelle, il réalise 14 expositions photographiques, en particulier à Lisbonne au Palácio Foz en 1970, avec 360 œuvres, et au Palácio Galveias (pt) en 1986, avec 136 photographies. Après sa mort ont eu lieu 3 autres expositions avec ses œuvres.
- "Motivos do Sul", sur l'Alentejo, Algarve e Serra da Arrábida, dans le  « Circulo Cultural do Algarve », Faro, en janvier 1946 (300 photographies)[1],[2]
- dans le bureau d'information de la » Comissão Municipal de Turismo de Faro », Faro, en 1946
- dans le « Salão de Festas da Sociedade Recreativa Olhanense », Olhão, en 1946
- "Motivos do Sul", sur l'Algarve, Setubal et Alentejo, dans la Sociedade Harmonia Eborense, Évora, en juin 1946[3],[4]
- sur l'Alentejo, dans le Pátio Árabe da Casa do Alentejo, Lisbonne, en mai 1947
- sur le thème ville et région de Setubal, celui du Salão Nobre da Câmara Municipal de Setúbal, Setúbal, en juillet 1947[5]
- sur le thème Algarve, Alentejo et Setubal, dans le Palácio do Barrocal, Évora, en juillet 1949
- sur le thème la plage de Sesimbra, celle des vitrines du magasin Casa J. C. Alvarez, Lda dans la rue Augusta, Lisboa, en octobre 1949[6]
- sur le thème plage et peuple d'Albufeira, des vitrines su magasin Casa J. C. Alvarez, Lda dans la rue Augusta, Lisboa, en août 1950
- exposition  du tourisme national, dans le Palácio Foz, Lisbonne, en 1953  (Exposition Collective)
- dans le Salão Maior do Palácio Foz, Lisboa, en décembre 1970 (360 photographies)[7]
- sur le thène paysages enneigés en Tras-os-Montes, dans les vitrines du magasin  Casa J. C. Alvarez, Lisbonne, en décembre 1974
- "Apontamentos de Lisboa", sur Lisbonne, dans le Palácio Galveias (pt), Lisbonne, en juin 1986 (136 photographies)[8],[9]
- "Pequena Mostra de Fotografias de Artur Pastor", dans la Junta de Freguesia de Santiago, Lisbonne, en novembre 1986
- "Algarve (anos 50-60) Alguns Apontamentos", dans la Galerie d'Art Pintor Samora Barros, Albufeira, en avril 1998
- "Artur Pastor 'O Domador da Rolleiflex'", dans la galerie ColorFoto, Porto, en juillet 2006
- "História(s) da Terra: Fotografias de Artur Pastor", dans le Museu do Pão, Seia, en octobre  2006
- "A Nazaré de Artur Pastor", dans la Biblioteca Municipal da Nazaré, Nazaré, en novembre 2008

## Publications

### Comme auteur des textes et photos
- Album sur  Nazaré offert à la Reine Élisabeth II, pendant sa visite au Portugal[10], Câmara Municipal da Nazaré, février 1957
- "Nazaré", Livraria Portugal, 1958[11]
- "Algarve", Livraria Portugal, 1965[12]
- Livre "A Fotografia e a Agricultura", Direção Geral de Extensão Rural do Ministério da Agricultura e Pescas, 1979.

### Comme auteur exclusif des photos
- "Évora, Encontro com a Cidade", textes de Túlio Espanca, édition de la Câmara Municipal de Évora, en 1988[13]

### Participation en albums avec photographies comme auteur
- "As Mulheres do Meu País", de Maria Lamas, Publication fragmenté, entre 1948 et 1950
- "Romantic Portugal", édition de Frederic P. Marjay, 1955[14]
- "Lisboa", édition de Frederic P. Marjay, 1956
- "Portugal", édition de Frederic P. Marjay, 1962
- "Guia de Braga", Câmara Municipal de Braga, 1959
- "A Região a Oeste da Serra dos Candeeiros", Fondation Calouste Gulbenkian, 1961[15]
- "Albufeira, Imagens do Passado", Câmara Municipal de Albufeira, 1997

### Participation en magazines nationaux
Alcobaça, Panorama, Mundo Ilustrado, Agricultura, Fotografia, Revista Shell.
Photos apportées pour bulletins, almanachs de l'Alentejo, couvertures de livres et disques, timbres, nombreux dépliants, agendas, bulletins régionaux, calendriers et affiches.

### Participation en magazines étrangers
- Photography Year Book
- Photography, Anglais, 1953
- Revue Française
- Architektur & Wohnen
- Revue Fatis
- Photo Guide Magazine
- Art Photography, Américain, 1954
- Journal Times de Londres, 20 octobre 1962, 8 décembre 1962, 5 janvier 1963
- Merian, février 1968
- National Geographic Magazine, Archive Flashback, mai 2013[16]

## Appareils photographiques utilisés
- Rolleiflex, film 6×6
- Mamiya C33, film 6×6
- Nikon F90X, format de 35mm

## Patrimoine photographique
En 2001, son patrimoine photographique a été acquis, dans sa presque totalité, par l'Archive Photographique de Lisbonne. Les archives photographiques d'Artur Pastor contiennent quelques milliers de photographies, en noir et blanc, diapositives en couleur et négatifs en couleur. Réalisation de la couverture de toutes les régions continentales et insulaires du pays, ainsi que collections de plusieurs provinces d'Espagne et Italie et des villes de Paris et Londres. Laisse déjà préparée l'exposition Uma Visão Histórica e Etnográfica do Pais, avec photographies du Portugal en noir et blanc et couleur, et d'autres, en particulier de Lisbonne, Porto, Braga, Évora et Sintra.

## Autorité, traduction
- (pt) Cet article est partiellement ou en totalité issu de l’article de Wikipédia en portugais intitulé « Artur Pastor » (voir la liste des auteurs).

- Notices d'autorité :   - VIAF
  - ISNI
  - IdRef
  - LCCN
  - GND
  - Portugal